# Садовое (Бухар-Жырауский район)
Садо́вое (каз. Садовое, ранее — Кали́нинское) — село в Бухар-Жырауском районе Карагандинской области Казахстана, входит в состав Гагаринского сельского округа.

## География
Населённый пункт расположен на северо-западе района, близ реки Нура, в 4,8 километрах к востоку от административного центра сельского округа села Гагаринское, в 92 километрах к западу от районного центра посёлка Ботакара и в 50 километрах к северо-западу от областного центра города Караганда. Соседние населённые пункты: Гагаринское в 2,7 километрах к западу, Самарканд и в 3,7 километрах к юго-западу. Транспортное сообщение осуществляется автомобильной дорогой областного значения КМ-20 	
«Темиртау—Садовое—Гагаринское км 0-8». Абсолютная высота центра населённого пункта — 488 метров над уровнем моря.

## Население
| Численность населения | Численность населения | Численность населения | Численность населения |
| 1989                  | 1999                  | 2009                  | 2021                  |
| --------------------- | --------------------- | --------------------- | --------------------- |
| 683                   | ↘260                  | ↗391                  | ↘236                  |

национальный состав
Процентное соотношение численно-преобладающих национальностей села согласно переписи населения 1989 года:
| Национальность | Процентное соотношение |
| -------------- | ---------------------- |
| немцы          | 58 %                   |
| русские        | 24 %                   |
| другие         | 16 %                   |